# Christian Solinas
Christian Solinas (Cagliari, 2 dicembre 1976) è un politico italiano.
È stato senatore della Repubblica dal 2018 al 2019 per il Partito Sardo d'Azione, eletto nelle liste della Lega per Salvini Premier, e presidente della Regione Autonoma Sardegna dal 20 marzo 2019 al 20 marzo 2024.

## Biografia
Nato il 2 dicembre 1976 a Cagliari, alle elezioni comunali in Sardegna del 1997 si presenta per la prima volta come candidato e viene eletto consigliere comunale nel Comune di Capoterra (CA). Viene eletto, nella consiliatura, dapprima presidente della commissione consiliare permanente in materia di urbanistica e ambiente e in seguito della commissione speciale per la redazione dello statuto comunale. Nelle successive elezioni del 2001 è riconfermato e viene eletto presidente del Consiglio comunale.
Nel 2004 è nominato dal presidente della Regione autonoma della Sardegna, presidente dell'ERSU (ente regionale per il diritto allo studio universitario) di Cagliari, d'intesa con il rettore dell'Università degli Studi di Cagliari.
Nel 2008 viene eletto presidente dell'ANDISU, l'associazione nazionale di tutti gli organismi per il diritto allo studio universitario.
Solinas consegue la laurea in Giurisprudenza presso l'Università degli Studi di Sassari nel dicembre 2018.

### Consigliere regionale e segretario del PSd'Az
Si candida alle elezioni regionali in Sardegna del 2009 tra le liste del Partito Sardo d'Azione, a sostegno del candidato del centro-destra Ugo Cappellacci, coordinatore regionale di Forza Italia, venendo eletto nella circoscrizione di Cagliari nel Consiglio regionale della Sardegna, risultando il più giovane consigliere.
Il 28 febbraio 2011, con le dimissioni di Angelo Carta, Solinas viene nominato assessore al suo posto, con delega regionale ai trasporti, nella giunta presieduta da Cappellacci.
Riconfermato alle elezioni regionali sarde del 2014, diventa capogruppo del PSd'Az in Consiglio regionale.
Da tempo membro del Partito Sardo d'Azione, nel 2015 ne viene eletto segretario generale, guidando il partito verso posizioni più a destra e favorendo il gemellaggio con la Lega Nord di Matteo Salvini.

### Elezione a senatore
A seguito di un accordo elettorale tra il suo partito e la Lega di Matteo Salvini, alle elezioni politiche del 2018 è stato candidato tra le liste della Lega nel collegio plurinominale Sardegna - 01, venendo eletto al Senato della Repubblica, e per tale motivo si dimette dalla carica di consigliere regionale, dato che le due cariche sono incompatibili, optando per il seggio in parlamento.

### Presidente della Regione Sardegna
Verso la fine di novembre 2018 Solinas, sostenuto dalla Lega di Matteo Salvini, da Forza Italia e Unione di Centro, viene scelto come candidato presidente alle elezioni regionali in Sardegna del 2019 per una coalizione di centro-destra composta, oltre che dal Partito Sardo d'Azione, da Lega, Forza Italia, UDC, Fratelli d'Italia, Unione Democratica Sarda, Fortza Paris, Energie per l'Italia, Riformatori Sardi e alcune liste civiche.
Il 24 febbraio 2019 viene eletto presidente con 47,81% dei voti, sconfiggendo il candidato di centro-sinistra Massimo Zedda, fermo al 32,91%, e quello del Movimento 5 Stelle Francesco Desogus. Viene proclamato presidente il 20 marzo successivo.
Alle elezioni regionali in Sardegna del 2024 Solinas non viene candidato per un secondo mandato dalla coalizione di centro-destra, che, dopo iniziali resistenze del Partito Sardo d’Azione e della Lega sua alleata, gli preferisce il sindaco di Cagliari Paolo Truzzu il quale perderà la sfida contro Alessandra Todde.

## Controversie

### Doppio incarico
Fino al mese di giugno 2019, ovvero alcuni mesi dopo la sua elezione a presidente di Regione, risultava mantenere ancora la carica di senatore della Repubblica, incompatibile con quella di presidente di Regione, figurando come "in missione" dal momento della sua candidatura alle regionali, secondo il registro presenze di Palazzo Madama e l'associazione Openpolis. I Radicali Italiani presentarono un ricorso riguardante la sua situazione di incompatibilità.

### Procedimenti giudiziari
Il 18 dicembre 2020, la Procura di Cagliari emette un avviso di conclusione delle indagini preliminari a carico di Solinas - in concorso con altri soggetti - per i reati di abuso d'ufficio e di concussione, concludendo la fase investigativa iniziata nell'ottobre 2019.
L'inchiesta riguarda le nomine del direttore generale della presidenza della Regione, Silvia Curto e del direttore generale della Protezione civile regionale Antonio Pasquale Belloi, avvenute pochi mesi dopo l’insediamento della giunta di centrodestra nel giugno 2019.
Secondo L'Unione Sarda, al centro delle indagini, vi sono le procedure di nomina (i due dirigenti non avrebbero avuto i requisiti necessari) e le presunte pressioni dell'assessore agli Affari generali Valeria Satta e della capo di gabinetto su chi materialmente doveva apporre la firma sul via libera agli incarichi e invece aveva sollevato riserve sull'assenza dei titoli (per poi lasciare la Regione e andare a Roma).
Il 3 ottobre 2022 viene rinviato a giudizio per abuso d'ufficio.
Il 21 febbraio 2023, si apprende di una nuova indagine della Procura di Cagliari a carico di Solinas e di altri tre indagati, con l'accusa di corruzione e riciclaggio e il sequestro di telefoni e di computer. Le vicende in esame riguardano la casa comprata da Solinas in via dei Tritoni, a due passi dal Poetto di Cagliari e presunte pressioni per la nomina di Raimondi al vertice dell'ENPI. Secondo l’ipotesi del pubblico ministero Pilia e dei finanzieri, Solinas avrebbe nominato Raimondi alla direzione dell'ENPI in cambio di docenze universitarie a Roma e Tirana e in cambio di una laurea honoris causa nell’Ateneo albanese. Il computer del Presidente della Regione non è stato sequestrato in quanto egli stesso ne avrebbe dichiarato il furto proprio il giorno prima dell'ordine di sequestro.